# Phloeopsis pubescens
Phloeopsis pubescens is een keversoort uit de familie boktorren (Cerambycidae). De wetenschappelijke naam van de soort is voor het eerst geldig gepubliceerd in 1853 door Blanchard.